# Конфіскація майна
Конфіскація (майна або окремих предметів) — додаткове кримінальне покарання (у деяких країнах — «інший захід кримінально-правового характеру»), яке полягає у примусовому безоплатному вилученні у власність держави всього або частини майна, яке належить засудженому на праві власності.

## Призначення
Конфіскація майна призначається за тяжкі та особливо тяжкі корисливі злочини і може бути призначена лише у випадках, прямо передбачених Особливою частиною Кримінального кодексу. Не застосовується до неповнолітніх.
Призначається і як обов'язкове, і як факультативне покарання. При цьому суд може не призначати конфіскацію майна, навіть якщо вона передбачена в Особливій частині КК як обов'язкова, за наявності кількох обставин, які пом'якшують покарання (крім випадків, коли вчинено злочин, за який передбачено понад три тисячі неоподатковуваних мінімумів доходів громадян штрафу) (ч.2 ст. 69 КК).
Якщо конфіскується частина майна, суд повинен перелічити предмети, які конфіскуються, або зазначити частину майна, яка конфіскується.
Перелік майна, що не підлягає конфіскації за судовим вироком, визначається окремим додатком до Кримінального кодексу України (він залишився чинним після прийняття нового Кримінального кодексу 2001 року).
Крім того, статтями Особливої частини КК передбачається також конфіскація певних предметів, які були знаряддям вчинення злочину, предметом злочину або які були отримано в результаті вчинення злочинних діянь, якщо це прямо зазначено в санкції статті.

## Деякі злочини, за які призначається конфіскація майна в Україні
- Умисне вбивство з корисливих мотивів (обов'язкове).
- Торгівля людьми за наявності обставин, які обтяжують покарання (факультативне).
- Порушення авторського права та суміжних прав — предметом конфіскації є примірники творів та інших об'єктів авторського права і суміжних прав, обладнання, призначене для виготовлення примірників творів та інших об'єктів авторського права і суміжних прав (обов'язкове).
- Порушення прав на винахід — предметом конфіскації є відповідна продукція та знаряддя і матеріали, які використовувались для її вироблення (обов'язкове).
- Крадіжка або грабіж, вчинені організованою групою або в особливо великих розмірах (тобто в шістсот разів чи більше перевищує неоподатковуваний мінімум доходів громадян (у 2012 році це понад 321 900 гривень); обов'язкове).
- Розбій:
  - вчинений за попередньою змовою групою осіб АБО
  - вчинений організованою групою АБО
  - вчинений особою, яка раніше вчинила розбій або бандитизм АБО
  - поєднаний з проникненням у житло, приміщення або сховище АБО
  - спрямований на заволодіння майном у великому (перевищує неоподатковуваний мінімум більше, ніж у двісті п'ятдесят разів (у 2012 році це понад 134 125 гривень) чи особливо великому розмірі АБО
  - поєднаний із заподіянням тяжких тілесних ушкоджень. Обов'язкове покарання.
- Вимагання, поєднане з небезпечним для життя чи здоров'я насильством, із заподіянням тяжких тілесних ушкоджень, вчинене організованою групою або таке, що завдало майнової шкоди у великому чи особливо великому розмірі (обов'язкове).
- Шахрайство, вчинене в особливо великих розмірах або організованою групою (обов'язкове).
- Привласнення майна, його розтрата або заволодіння ним шляхом зловживання службовим становищем, вчинені в особливо великих розмірах або організованою групою (обов'язкове ст. 191[2]).
- Контрабанда. Предметом конфіскації є предмет контрабанди; контрабанда, вчинена особою, яка раніше вчинила контрабанду, службовою особою з використанням службового становища, вчинена за попередньою змовою групою осіб, карається також і конфіскацією всього майна. Обов'язкове покарання.
- Зайняття гральним бізнесом — предметом конфіскації є гральне обладнання.
- Відмивання грошей. Конфіскуються кошти чи інше майно, одержане злочинним шляхом, та все майно. Обов'язкове покарання.
- Бандитизм. Обов'язкове.
- Фінансування тероризму. Обов'язкове.
- Незаконне переправлення осіб через державний кордон України. Конфіскуються транспортні засоби та інші засоби вчинення злочину. Якщо злочин вчинено з корисливих мотивів або організованою групою, конфіскується все майно. Обов'язкове.
- Зловживання працівником правоохоронного органу владою або службовим становищем. Обов'язкове покарання.
- Одержання хабара за наявності обставин, які обтяжують покарання. Обов'язкове.
- Давання або пропозиція хабара за наявності обставин, які обтяжують покарання. Факультативне.
- Піратство. Обов'язкове.

Та деякі інші злочини. Перелік злочинів, за які може бути призначено конфіскацію майна, було суттєво зменшено [Архівовано 29 січня 2022 у Wayback Machine.] у новому Кримінальному кодексі України в порівнянні з Кримінальним кодексом Української РСР, зокрема за новим кодексом конфіскація передбачена як покарання лише за тяжкі та особливо тяжкі корисливі злочини.

## Інші країни
- Конфіскація застосовується в Республіці Білорусь. Умови застосування приблизно аналогічні українським, але в Білорусі конфіскація не може призначатись додатково до штрафу та виправних робіт. Крім того, може бути покарано конфіскацією особу, яка вчинила грабіж у великому розмірі або розбій без обставин, які обтяжують покарання.
- У Російській Федерації відсутня конфіскація майна загалом (загальна конфіскація)[3][4], але є конфіскація речей, цінностей чи іншого майна, отриманого внаслідок вчинення злочинів. Якщо конфіскація предмета на момент ухвалення судом рішення неможлива, можливе прийняття рішення про конфіскацію іншого майна, вартість якого відповідає вартості майна, яке підлягає конфіскації.
- Передбачено додатковий вид покарання у вигляді конфіскації в Кримінальному кодексі В'єтнаму (ст. 28). Конфіскація призначається особам, які вчинили злочин, за який передбачено покарання понад три роки позбавлення волі (ч.1 ст. 40 у сукупності з ч.3 ст. 8). Частиною другою статті 40 передбачається, що після конфіскації майна засуджені та їхні сім'ї мають залишатись у становищі, придатному для існування. Також передбачено конфіскацію знарядь вчинення злочину, майна чи грошей, отриманих злочинним шляхом та майна, обіг яких заборонено.

## Перелік майна, яке не підлягає конфіскації
I. Не підлягають конфіскації такі види майна та предмети, що належать засудженому на правах особистої власності чи є його часткою у спільній власності, необхідні для засудженого та осіб, які перебувають на його утриманні:
- Жилий будинок з господарськими будівлями в сільській місцевості, якщо засуджений та його сім'я постійно в ньому проживають.
- Носильні речі та предмети домашнього вжитку, необхідні засудженому і особам, які перебувають на його утриманні;

1. одяг - на кожну особу; одне літнє або осіннє пальто, одне зимове пальто або кожух, один зимовий костюм (для жінок - дві зимові сукні), один літній костюм (для жінок - дві літні сукні), головні убори по одному на кожний сезон. Для жінок, крім того, дві літні хустки і одна тепла хустка (або шаль);
2. взуття в кількості однієї пари шкіряної, однієї пари гумової і пари валянок на кожну особу;
3. білизна у кількості двох змін на кожну особу;
4. постіль (матрац, подушка, два простирадла, дві наволочки, ковдра);
5. два особистих рушники на кожну особу;
6. необхідний кухонний посуд; :
7. меблі - по одному ліжку та стільцю (або табуретці) на кожну особу, один стіл, одна шафа і одна скриня на сім'ю;
8. всі дитячі речі.

- Продукти харчування, потрібні для особистого споживання засудженому, членам його сім'ї та особам, які перебувають на його утриманні, - на три місяці, а для осіб, які займаються сільським. господарством, - до нового врожаю.
- Паливо, потрібне засудженому, членам його сім'ї та особам, які перебувають на його утриманні, для готування їжі та обігрівання приміщення протягом шести місяців.
- Одна корова, а при відсутності корови - одна телиця; коли немає ні корови, ні телиці - одна коза, вівця чи свиня - у осіб, які займаються сільським господарством.
- Корм для худоби, яка не підлягає конфіскації, - в кількості, потрібній до вигону худоби на пасовище або до збору нових кормів.
- Насіння, потрібне для чергових посівів (осіннього і весняного), та незнятий урожай - у осіб, які займаються сільським господарством.
- Сільськогосподарський інвентар - у осіб, 'які займаються сільським господарством.
- Знаряддя особистої кустарної і ремісничої праці, а також потрібні для особистих професійних занять засудженого інструменти, приладдя і книги, за винятком випадків, коли.суд.позбавив засудженого права займатися даною діяльністю. 10. Пайові внески до кооперативних рганізацій, (крім дачно-будівних кооперативів) та колгоспів.

Примітка. Пайові внески до житлобудівних кооперативів можуть бути конфісковані в разі, коли спорудження будинку ще не закінчено.
II. В разі конфіскації частки засудженого в спільному майні колгоспного двору чи господарства громадян, які займаються індивідуальною трудовою діяльністю в сільському господарстві, розмір його частки визначається після виключення з цього майна того, що не підлягає конфіскації